# Parlamento panafricano
Il Parlamento panafricano (abbreviato PAP, da Pan-African Parliament) è l'assemblea consultiva dell'Unione africana, l'organizzazione continentale raggruppante i 54 paesi africani.
In modo critico, il giornale continentale francofono Jeune Afrique ha detto a riguardo dell'istituzione, riferendosi alla Unione Africana: 
“Il parlamento panafricano è il parente povero dell’Ua: senza poteri e sotto la tutela dell’organizzazione di Addis Abeba” 

## Storia
Il Parlamento dell'Unione Africana fu istituito a seguito della nascita della Comunità economica africana con il trattato di Abuja, entrato in vigore il 12 maggio 1994. 
La prima sessione inaugurale si svolse il 16 settembre 2004 in presenza del presidente sudafricano Thabo Mbeki, sotto la presidenza della tanzaniana Gertrude Mongella.
Ad oggi la sede del parlamento si trova provvisoriamente al centro congressi Gallagher Estate, a Midrand, una zona industriale fra Johannesburg e Pretoria, in Sudafrica. Questo paese paga le spese di funzionamento di questa istituzione continentale. Entro il 2012 era prevista l'apertura di una nuova sede, ma ad aprile 2020 il Parlamento continua a riunirsi a Midrand.
Da giugno 2021 i lavori parlamentari sono bloccati a causa di una disputa sull'elezione del nuovo presidente. Infatti, il presidente della commissione dell'Unione Africana, Moussa Faki Mahamat, ha sospeso il parlamento per organizzare elezioni pacifiche e credibili, dopo che il blocco dei paesi australia avevano reclamato la posizione di presidente del parlamento panafricano.

## Composizione
L'assemblea è composta da 270 deputati (di tutti i paesi che hanno ratificato la costituzione del parlamento). Ciascuno dei 54 paesi membri dell'Unione invia cinque membri eletti o designati dai parlamenti nazionali. I principali partiti o movimenti nazionali dovrebbero essere presenti in questa delegazione, così come almeno un membro per sesso per ciascun paese.

## Ruolo
Il parlamento panafricano ha un ruolo consultivo per i capi di Stato africani. L'obiettivo del Parlamento è quello di essere un mezzo per tutte le persone africane attraverso cui partecipare alle discussioni e decisioni riguardo alle sfide e ai problemi del continente. 
Tra i primi problemi che il Parlamento si è trovato ad affrontare c'è stato lo status della Repubblica Democratica Araba dei Sahrawi.

## Cronologia dei presidenti
- Gertrude Mongella 2004-2008  Tanzania
- Idriss Ndele Moussa 2009-2012  Ciad
- Bethel Nnaemeka Amadi 2012-2015  Nigeria
- Roger Nkodo Dang 2015-2020  Camerun
- Fortune Z. Charumbira 2020-2020  Zimbabwe
- Bouras Djamel 2020-2022  Algeria
- Fortune Z. Charumbira 2022-in carica  Zimbabwe